# کشف بیماری آنتیوخوس توسط اراسیستراتوس
کشف بیماری آنتیوخوس توسط اراسیستراتوس (فرانسوی: Érasistrate découvrant la cause de la maladie d’Antiochius dans son amour pour Stratonice‎) یک نقاشی رنگ روغن نوکلاسیسیسم از هنرمند فرانسوی ژاک لویی داوید می‌باشد که به سال ۱۷۷۴ طرح گردید. این کار نقاش که یک نقاشی تاریخی است به تصویر می‌کشد یک قسمت از کتاب پلوتارک با نام زندگی موازی را که در آن پزشک یونانی موسوم به اراسیستراتوس، بیماری آنتیوخوس فرزند سلوکوس یکم را کشف می‌کند و تشخیص می‌دهد که بیماری او دلباختگی یا همان بیماری عشق است که به خاطر نامادری خودش استراتونایس سوریه‌ای دچارش گردیده و به تعبیری ثابت کرد که او عاشق نامادری‌اش است.
این نقاشی داوید در سال ۱۷۷۴ جایزه بزرگ رم را توسط آکادمی سلطنتی نقاشی و مجسمه سازی به دست آورد.